# 潘集水库
潘集水库是中国湖北省荆门市沙洋县境内的一座水库，位于彭冢湖支流大路港上，建于1975年。水库正常库容为918万立方米，集雨面积为20平方千米，海拔为65.2米。